# Tucano (azienda)
Tucano è un'azienda italiana specializzata in borse e custodie per il lavoro, il viaggio e il tempo libero.

## Storia
Fondata a Milano nel 1985 da Franco Luini, ad oggi amministratore delegato, Tucano ha iniziato la sua attività nel mercato informatico sviluppando un borsone per il trasporto del Macintosh Plus. Da allora, l'azienda ha continuato a produrre borse, zaini e custodie per MacBook, iPhone e iPad.
Tucano ha introdotto una serie di borse tecniche di nylon per computer portatili nei primi anni del 2000, progettate per il trasporto e la protezione di questi dispositivi. È stata anche piuttosto attiva nella riduzione dell'impatto del packaging dei propri prodotti e, in particolare, nell'evitare l'utilizzo di fibre plastiche.

## Presenza internazionale
Tucano ha una presenza globale in oltre 60 paesi. Oltre alla sede principale di piazza Castello a Milano, Tucano dispone di filiali operative sul territorio americano, a Dongguan, e Madrid.

## Produzione
La produzione avviene nel sud della Cina, a Dongguan.